# Tommy Ramone
Tamás Erdélyi (maďarsky Erdélyi Tamás, známý jako Tommy Ramone; 29. ledna 1949 Budapešť – 11. července 2014 New York) byl maďarsko-americký producent a muzikant židovského původu. Ve skupině Ramones působil jako bubeník, a to od jejího vzniku v roce 1974 do roku 1978, kdy odešel unavený z koncertování. V Ramones se stal bubeníkem poté, co se ukázala nepraktičnost původní sestavy (Dee Dee nestíhal hrát a zpívat zároveň, proto zpěv převzal původní bubeník Joey). Po odchodu ze skupiny ho nahradil Marky Ramone. Po odchodu však pro Ramones produkoval i některá další alba (například Too Tough to Die nebo Road to Ruin). Zemřel 11. července 2014 na rakovinu žlučovodu. Z původní sestavy Ramones byl posledním žijícím členem.